# Teodoro Prodromo
Teodoro Prodromo (in greco Θεόδωρος Πρόδρομος?; 1115 circa – 1165 circa) è stato un poeta bizantino, che contribuì ad introdurre in letteratura il volgare.

## Biografia
Sotto il nome di Teodoro Prodromo è pervenuta un’opera letteraria molto abbondante e diversificata, sia in poesia sia in prosa, tanto in lingua colta quanto in lingua popolare. Nonostante i numerosi studi su questo autore, sicuramente tra i maggiori del XII secolo bizantino, le conoscenze su di lui restano ancora molto scarse. I bizantinisti parlano di “questione prodromica”. Alcuni specialisti hanno distinto nel corpus di Teodoro Prodromo tre o quattro autori differenti, ma a partire da Athanásios Papadópoulos-Kerameús è prevalsa l’opinione per cui c’è stato un solo Teodoro Prodromo, mentre alcuni dei testi trasmessi sotto il suo nome sono stati scritti da altri.
Pare che sia nato intorno al 1100, probabilmente a Costantinopoli. Era nipote di Giovanni II, metropolita di Kiev dal 1077 al 1089, il cui nome di battesimo era Christos Prodromos. Fu allievo di Stefano Scilitze, professore di retorica all’Orphanotropheion di Costantinopoli all’inizio del XII secolo, autore di due commenti alla Retorica di Aristotele e, nel 1126, metropolita di Trebisonda, dove Prodromo lo accompagnò al momento della nomina. Fu anche allievo di Michele Italico. Nel 1122, cominciò a celebrare in versi o in prosa i grandi eventi che segnavano la vita della corte e dell’intero Impero. 
Sotto gli imperatori Giovanni II (1118-1143) e Manuele I (1143-1180), fece il poeta e il retore per commissione, lavorando soprattutto per membri della famiglia imperiale e dell’aristocrazia. Inoltre, faceva parte del circolo di letterati riuniti attorno alla sebastokratorissa Irene (-1151), moglie di Andronico Comneno (secondo figlio dell’imperatore Giovanni II) e patrona di numerosi scrittori dell’epoca. Fu anche professore di retorica, forse all’Orphanotropheion come il suo maestro Stefano Scilitze. Fu colpito dal vaiolo nel 1140. Passò la fine della sua vita in un ospizio, in cui entrò tra il 1156 e il 1158. Prima di morire diventò monaco, con il nome di Nicola. Generalmente, si ritiene che sia morto intorno al 1165. Alla sua morte, fu omaggiato dal suo amico (e forse allievo) Niceta Eugeniano, che compose tre elogi funebri in suo onore, due in versi e uno in prosa. In vita, ebbe sia ammiratori appassionati, come Niceta Eugeniano, sia nemici, come un certo Varys, che lo tacciò di eresia.

## Opere
Teodoro Prodromo eccelleva in una disciplina letteraria chiamata in greco σχεδουργία, termine che si ritrova molto spesso nei testi contemporanei pervenuti, ma il cui significato preciso è dibattuto. Si tratta apparentemente di una particolare tecnica di composizione, usata per esempio nella redazione degli elogi e di cui Anna Comnena certifica la complessità e la farraginosità.
Le numerose opere attribuitegli (163 testi generalmente ritenuti autentici) appartengono soprattutto al genere storico-biografico (tra cui molti poemi di circostanza, volti a celebrare avvenimenti come le fortunate campagne di Giovanni Comneno, oppure elogi di persone), teologico, filosofico, retorico, romanzesco e agiografico. La sua poesia storica e i suoi discorsi offrono cospicue notizie sulla sua epoca, che integrano quelle tramandate dalla storiografia. In poesia, è uno dei primi autori bizantini ad aver composto in lingua volgare. Ha anche composto dei dialoghi satirici in prosa ispirati a quelli di Luciano di Samosata (Amaranto o gli amori di un vecchio, L’amicizia in esilio, Vendita all’incanto di poeti e di uomini politici). In ambito filosofico, ha scritto un commento agli Analitici Secondi di Aristotele e un opuscolo di critica alla sua concezione dello spazio, nota come Del grande e del piccolo. In campo religioso, si possono segnalare un commento ai canoni liturgici di Cosma di Gerusalemme e di Giovanni Damasceno. Gli è attribuita anche una grammatica, dedicata alla sebastokratorissa Irene. Bisogna menzionare, infine, le sue lettere, di cui 17 sono state edite nella Patrologia graeca.
Tra le sue opere più celebri, ci sono:
- Rodante e Dosicle (Τὰ κατὰ Ῥοδάνθην καὶ Δοσικλέα), un romanzo in 4614 versi dodecasillabi in 9 libri, ispirato alle Etiopiche di Eliodoro di Emesa;
- Katomyomachia (Κατομυομαχία), poema burlesco che narra una guerra tra una gatta e dei topi, sul modello della Batracomiomachia;
- Due calendari in versi: uno, parzialmente conservato nel Vaticanus graecus 1702, in quartine; un altro in dodecasillabi senza strofe, più noto, conservato interamente in molteplici manoscritti.

Infine, è pervenuta una serie di poesie attribuite a Ptochoprodromos (Prodromo il mendicante), ma non è chiaro se questi testi siano stati scritti dallo stesso Teodoro Prodromo, da un imitatore o se siano una parodia. Queste poesie sono 5 lamenti composti in lingua popolare. La quarta poesia, un lamento di un novizio sui costumi licenziosi dei monaci del suo convento, è attribuita da un manoscritto a “Ilarione (Ptochoprodromos)”, che alcuni ritengono il figlio di Teodoro, pur in assenza di qualunque serio motivo per sostenere questa tesi.

## Edizioni, traduzioni, commenti
- Gli amori di Rodante e Dosicle sono pubblicati in Il romanzo bizantino del XII secolo, a cura di Fabrizio Conca, UTET, Torino, 1994.
- Carlo Castellani, Epitalamio di Teodoro Prodromo per le nozze di Teodora Comnena e Giovanni Contostefano, Venise, frères Visentini, 1888.
- Epitalamio per le nozze di Giovanni Comneno e.... Taronita, dal codice marciano 22., classe 11., secolo 13. con traduzione italiana in versi e note storiche e filologiche di C. Castellani, Fratelli Visentini, Venezia, 1890.
- (LA) Theodori Prodromi philosophi Rhodanthes et Dosiclis amorum libri 9. Graecè & Latinè. Interprete Gilb. Gaulmino Molinensi, Parisiis, apud Tussanum Du Bray, 1625
- Giuditta Podestà, Teodoro Prodromo e la sua satira nella Bisanzio del XII secolo, «Studium», LX, 1964, pp. 24–34.
- (ES) Versos del gramático señor Teodoro Pródromo El pobre; o Poemas Ptocroprodrómicos. Estudio preliminar, texto griego, traducción, notas y comentarios de José M. Egea. Granada: Centro de Estudios Bizantinos,. Neogriegos y Chipriotas, 2001.
- (ES) La catomiomaquia. Edición, Traducción, Introducción y Notas del Académico Francisco Antonio García Romero, 2003.
- (ES) Rodante y Dosicles, trad. J. A. Moreno Jurado, Madrid, Ediciones Clásicas, 1996.
- Fabrizio Conca, Osservazioni al testo del romanzo di Teodoro Prodromo in Storia, poesie pensiero nel mondo antico. Studi in onore di Marcello Gigante, Napoli, Bibliopolis 1994, pp. 137–147.
- Charles Diehl, Figure bizantine, collana ET.Biblioteca, traduzione di M. S. Ruffolo, introduzione di Silvia Ronchey, Torino, Einaudi, 2007  [1927], ISBN 978-88-06-19077-4, OCLC 799807274.